# Delirio caldo
Delirio caldo è un film del 1972 diretto da Renato Polselli.

## Trama
Il signor Lyutak, un uomo disturbato con problemi di impotenza sessuale, seduce una ragazza in un bar in riva al mare e la uccide. Sospettato dell'omicidio, viene inchiodato da una serie di prove schiaccianti e tratto in arresto. Mentre l'uomo è in carcere vengono uccise due prostitute: una all'interno di una cabina telefonica, un'altra in un parco poco distante dall'abitazione dei signori Lyutak. L'uomo viene scarcerato perché il modus operandi dell'assassino e il coltello usato per uccidere sono sempre gli stessi.
La signorina Heindrich, collaboratrice della polizia, intuisce la verità ma l'assassino la uccide prima che possa parlare. Alla fine tutto verrà chiarito: il sig. Lyutak aveva assassinato la prima vittima, mentre le due prostitute e la sig.na Heindrich erano state uccise dalla moglie dell'uomo, Marzia Lyutak. Uccidendo le due prostitute con lo stesso coltello del marito, la donna aveva fornito un alibi al sig. Lyutak, facendo credere alla polizia che l'omicida della prima ragazza e quello delle due prostitute fossero la stessa persona. Marzia aveva poi eliminato anche la signorina Heindrich, che aveva intuito la verità prima della polizia.

## Produzione
Per l'edizione americana, Polselli girò un preambolo in cui si vedeva il protagonista in Vietnam. In questo modo ne spiegava i suoi tormenti assassini una volta tornato negli USA.